# Canazei
Canazei là một đô thị ở Trentino ở vùng Trentino-Nam Tirol của Ý, tọa lạc cách 70 km về phía đông bắc của Trento. Tại thời điểm ngày 31 tháng 12 năm 2004, đô thị này có dân số 1.829 người và diện tích là 67,3 km².
Đô thị Canazei có các frazioni (đơn vị trực thuộc, chủ yếu là các làng) Alba, Penia, Gries and Cianacei.
Canazei giáp các đô thị: Selva di Val Gardena, Corvara in Badia, Livinallongo del Col di Lana, Campitello di Fassa, Mazzin, Pozza di Fassa, và Rocca Pietore.